# Mia Amalie Holstein
Mia Amalie Holstein (født 24. maj 1985 i Gentofte) er cheføkonom i den borgerlige-liberale tænketank CEPOS, liberal meningsdanner og debattør. . Før CEPOS var hun bl.a. cheføkonom og kommunikationschef i ROCKWOOL fonden, vicedirektør i SMVdanmark, velfærdspolitisk chef i CEPOS og kommunikationschef i Dansk Arbejdsgiverforening (DA). Holstein er medinitiativtager til Rahbeks Højskole, indstillet til Fonsmarkprisen i 2023 og 2024 samt tidligere medlem af Etisk Råd.

## Baggrund
Holstein er uddannet cand.polit. og cand.mag. i filosofi fra Københavns Universitet. I dag studerer hun jura på Syddansk Universitet.

## Private forhold
Privat er Holstein gift med antropolog, forfatter, foredragsholder og kommentator Dennis Nørmark.